# GAMA Italy Professional
GAMA Italy Professional ist eine Firma, die 1969 in Bologna, Italien gegründet wurde und die sich auf die Herstellung von Stylingeisen spezialisiert hat.

## Produktentwicklung
2001 setzte GAMA erstmals ein Quick Heat System ein, durch welches schnell eine Betriebstemperatur von 200 °C erreicht wird. Eine weitere technische Veränderung war zwei Jahre später die Beschichtung der Heizplatten mit Keramik. Dadurch wird die Hitze gleichmäßig über die gesamte Platte verteilt.
Eine andere Entwicklung war die Laser-Ionen-Technologie, welche einer statischen Aufladung der Haare entgegenwirkt und sie gleichzeitig schützt und pflegt, da durch die Ionisation zum einen einer Austrocknung der Haare vorgebeugt und zum anderen die Struktur der Haaroberfläche geglättet wird.
Im Jahr 2006 wurde die Keramik- und Ionen-Technologie um die Turmalinbeschichtung erweitert. Turmalin verstärkt die antistatische Wirkung und verleiht dem Haar Glanz. Eine Neuerung ist ebenfalls die Verwendung von fernem Infrarot, sogenannter Far Infrared Heat (FIR). Die Temperaturentwicklung bei Infrarot ist schonender und gleicht wärmenden Sonnenstrahlen. Außerdem wird die Wärme direkt an das Haar abgegeben. Die FIR-Wellen dringen tief in die Haarstruktur und verteilen die Wärme.
Neben Stylingeisen stellt GAMA auch Haarschneidemaschinen, Haartrockner und Lockenstäbe her. Auch bei den letztgenannten Produkten gab es technische Entwicklungen: Im Jahr 2007 entwickelte GAMA einen Halogen-Haartrockner, der auf der Basis von FIR funktioniert und somit eine schnelle und schonende Trocknung der Haare ermöglicht. Zwei Jahre später wurde für eine bessere Wärmeentwicklung und -abgabe bei den Stylingeisen die Instant Heat IHT Technologie angewandt, um schneller die Betriebstemperatur zu erreichen und Hitzeverlust bzw. -schwankungen zu verringern.